# Johannes Titelius
Johannes Titelius, auch Johann Titel (* in Sankt Joachimsthal; † 1626) war ein deutscher evangelisch-lutherischer Geistlicher und Dramatiker.

## Leben
Johann Titel wurde in dem damals evangelischen Sankt Joachimsthal in Böhmen als Sohn des dortigen Schulrektors Leonhard Titel geboren.
Gegen Ende des 16. Jahrhunderts wirkte er als Kantor an der Großen Ratsschule in Kolberg. Hier veröffentlichte er unter seinem latinisierten Namen Johannes Titelius im Jahre 1592 eine deutsche Übersetzung einer damals viel bewunderten alttestamentlichen Tragödie des schottischen Philosophen George Buchanan. Sein Werk mit dem Titel Jephtes sive Votum. Ein newe Tragoedia, von dem Gelübde Jephtae des neunden Richters in Israel erschien 1592 bei Joachim Rhete in Stettin. Johannes Titelius widmete sein Werk dem Kolberger Stadtrat. Nach dem Urteil von Johannes Bolte in der Allgemeinen Deutschen Biographie (1894) kann sich Titelius „hinsichtlich der Gewandtheit des Ausdruckes mit seinen Vorgängern Bitner und Steier recht wohl messen und übertrifft auch den zwölf Jahre später auftretenden Jephtaübersetzer Nicephorus“.
Johann Titel war verheiratet mit Anna Funk, der Tochter eines Kolberger Kaufmanns.
Im Jahre 1600 wurde Johann Titel Archidiakon an der Marienkirche in Rügenwalde, wo er bis zu seinem Tode im Jahre 1626 blieb.